# هاكان ساندبرغ
هاكان ساندبرغ (بالسويدية: Håkan Sandberg)‏ هو لاعب كرة قدم سويدي في مركز الهجوم، ولد في 27 يوليو 1958 في Ludvika ‏ في السويد. شارك مع منتخب السويد لكرة القدم. أما مع النوادي، فقد لعب مع أيك أثينا ونادي أوربرو ونادي أولمبياكوس ونادي غوتبورغ.

## وصلات خارجية
- هاكان ساندبرغ على موقع قاعدة بيانات كرة القدم.إي يو (الإنجليزية)
- هاكان ساندبرغ على موقع ناشيونال فوتبول تيمز (الإنجليزية)
- هاكان ساندبرغ على موقع عالم كرة القدم.نت (الإنجليزية)